# Jacopo Caldora

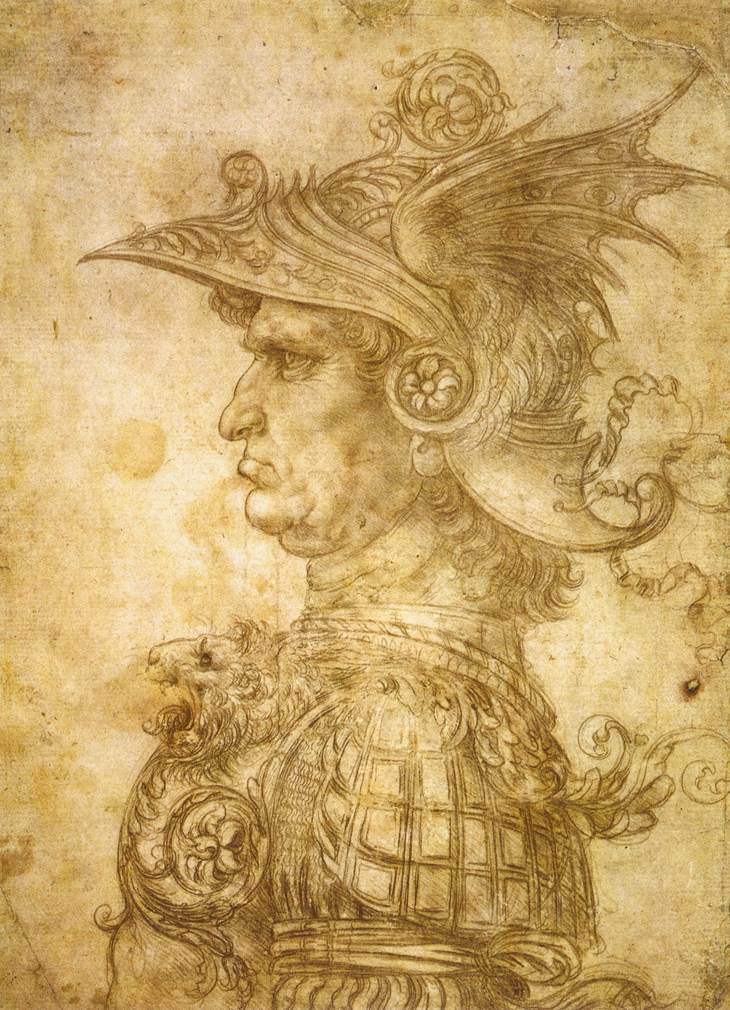
Jacopo Caldora

Jacopo Caldora oder Giacomo Caldora (* um 1369 in Castel del Giudice; † 15. Oktober oder 18. November 1439 bei Benevento) war ein italienischer Condottiere.

## Leben
Jacopo Caldora entstammte einer Familie des Lehnsadels der Abruzzen und wurde um 1369 in Castel del Giudice im damaligen Königreich Neapel als Sohn von Giovanni Antonio Caldora und Rita Cantelmo geboren. Er begann seine militärische Karriere unter Braccio da Montone und ging danach daran, eine eigene Schar von Kämpfern zu rekrutieren, um als Söldnerführer einen großen Feudalbesitz zu erwerben. Als solcher half er 1411 dem König Ladislaus von Neapel gegen Ludwig II. von Anjou. Dann begab er sich in den Dienst Johannas II., Ladislaus’ Schwester und seit 1414 Nachfolgerin auf dem neapolitanischen Thron. Als geargwöhnt wurde, er habe Verrat begangen, büßte er vorübergehend die Gunst Johannas ein und sah seine Güter beschlagnahmt. 1419 bekam er aber von der Königin neue Lehen.
Caldora verdingte sich später als Feldherr des Königs Alfons V. von Aragón, als dieser Johannas Königreich in seine Hand zu bekommen suchte. 1424 hatte der Kondottiere die Aufgabe, für Alfons V. Neapel zu verteidigen, wechselte aber die Seiten, so dass Johanna II. die Stadt in ihre Hand bekam. Deshalb von dieser zum Generalkapitän der königlichen Armee befördert, gelang Caldora am 2. Juni 1424 ein bedeutender Sieg über den L’Aquila belagernden Braccio da Montone, der schwer verwundet in Gefangenschaft geriet und drei Tage später seinen Verletzungen erlag. Dafür steigerten sich Caldoras militärischer Ruhm und sein Einfluss auf Johanna. Nach einem Aufstand Bolognas gegen den Kardinallegaten ging er auf Befehl der Kirche gegen die Stadt vor, die ihm aber 1428 erfolgreich Widerstand leistete. 1430 gab ihm die neapolitanische Königin das Lehen Carbonara und das Herzogtum Bari. Er verheiratete auch zwei seiner Kinder mit zwei Kindern seines Gönners, des mächtigen Ministers Sergianni Caracciolo, der 1432 ermordet wurde. Die steigende Macht Caldoras brachte ihn in Gegnerschaft zu Giovanni Antonio Orsini del Balzo, dem Fürsten von Tarent.
Als Johanna II. im Februar 1435 das Zeitliche gesegnet hatte, trat Caldora auf die Seite des damals in Gefangenschaft gehaltenen René von Anjou über, den die verstorbene Königin zu ihrem Nachfolger designiert hatte. Für seinen neuen Herrn zog Caldora gegen Capua und bekriegte in den Abruzzen Adlige, die in Allianz mit Aragón standen. 1436 war er militärisch in Apulien aktiv und schwor René im nächsten Jahr seine nach wie vor aufrechte Loyalität. Während er im Herbst 1439 die Burg Cercello nahe Benevent belagerte, starb er im Alter von etwa 70 Jahren an einer Hirnblutung und wurde in der Kirche Santo Spirito in Sulmona beigesetzt. Den Befehl über seine Kompanie übernahm nun sein Sohn Antonio Caldora.